# 지미 데 사나
지미 데 사나(Jimmy DeSana, 1949년 11월 12일 ~ 1990년 7월 27일)는 미국의 예술가로, 1970년대와 1980년대 이스트 빌리지 펑크 아트와 뉴 웨이브 씬의 주요 인물 중 한 명이었다. 데 사나의 사진은 인간 신체를 포착하는 방식에서 "반(反)예술"적 접근으로 묘사되며, 그 방식은 "잔인하게 노골적인" 것부터 "순전히 상징적인" 것까지 다양하다. 데 사나는 사진가 로리 시몬스와 작가 윌리엄 S. 버로스와 긴밀하게 협업했으며, 버로스는 드사나의 사진집 Submission의 서문을 작성했다. 그의 작품 중에는 토킹 헤즈의 앨범 More Songs about Buildings and Food와 존 지오노의 LP You’re The Guy I Want To Share My Money With의 앨범 커버도 포함되어 있다.

## 초기 생애와 교육
제임스 아서 "지미" 드사나는 1949년 11월 12일 미시간주 디트로이트에서 태어났다. 그는 제임스 아서 드사나와 조세핀 얼 그레이브스의 아들로, 조지아주 애틀랜타에서 성장했다. 드사나는 조지아 대학교에서 공부한 후 1972년 뉴욕으로 이주했다.

## 작품 활동
드사나는 십대 시절부터 사진을 찍기 시작했으며, 주로 친구와 지인들의 누드 사진을 찍었다. 그의 초상에는 1970년대 후반과 1980년대 초반 뉴욕의 펑크와 뉴 웨이브 씬의 주요 인물들인 캐시 애커(Kathy Acker), 로리 시몬스(Laurie Simmons), 케네스 앵거(Kenneth Anger), 데이비드 번(David Byrne), 브라이언 이노(Brian Eno), 로리 앤더슨(Laurie Anderson), 데비 해리(Debbie Harry), 패티 애스터(Patti Astor) 등이 포함되었다.
그의 초기 사진은 친구들이 주택이나 정원에서 포즈를 취한 모습을 담은 것이었다. 1973년 뉴욕으로 이주한 후에도 드사나는 계속해서 인간 신체를 주요 주제로 다루었다. 그의 사진은 1978년 5월 15일부터 6월 10일까지 워싱턴 프로젝트 포 더 아츠에서 열린 "Punk Art" 전시에 포함되었다.
드사나는 1980년까지 흑백 사진을 주로 작업하다가 이후 컬러 사진으로 실험을 시작했다. 그의 Suburban 시리즈는 누드 신체와 일상 물체를 무대화한 초현실적 사진들로 구성되었다. Remainders 시리즈에서는 인간 신체를 벗어나 풍선, 밀가루, 알루미늄 호일과 같은 일상적 물체들을 추상적으로 담았다.
드사나의 첫 전시는 1979년 뉴욕 웨스트 57번가에 위치한 스테파노티 갤러리에서 열렸으며, 이후 런던의 윌킨슨 갤러리, 뉴욕의 팻 헌 갤러리, 브뤼셀의 자크 드 빈트 갤러리, 빈의 20세기 미술관 등에서 개인전을 가졌다. 1981년에는 P.S.1에서 열린 "New York/New Wave" 전시에도 참여했으며, 이 전시에는 장 미셸 바스키아(Jean-Michel Basquiat), 사라 찰스워스(Sarah Charlesworth), 케니 샤프(Kenny Scharf)와 같은 예술가들도 함께했다. 드사나의 첫 미술관 회고전은 2022년부터 2023년까지 브루클린 미술관에서 열렸다.

## 사망과 유산
드사나는 1990년 7월 27일, 에이즈 관련 질환으로 뉴욕 슬론 케터링 암 센터에서 사망했다. 그는 자신의 유산을 사진가이자 영화 제작자인 로리 시몬스에게 남겼으며, 시몬스와 Salon 94 갤러리가 약 10년간 이를 공동 관리했다. 2022년, P.P.O.W. 갤러리가 유산 관리에 함께 참여한다고 발표되었다.

## 후속 전시
2013년, 1975년부터 1987년까지 드사나의 사진을 선보인 "Party Picks" 전시가 Salon 94 갤러리에서 열렸다. 2016년 파이오니어 워크스에서는 아티스트의 아카이브에서 발췌된 사진들이 전시되었으며, 2017년 Company 갤러리에서는 여러 시바크롬 사진들이 그룹 전시 "Body Language"에 포함되었다. 2020년에는 그리핀 아트 프로젝트에서 The Sodomite Invasion이라는 제목으로 드사나와 말론 T. 리그스의 작업이 전시되었다.
드사나의 첫 미술관 회고전은 2022년 브루클린 미술관에서 열렸으며, 1970년대와 1980년대 뉴욕의 예술, 음악, 영화 씬을 대표하는 선구적인 예술가로서의 그의 활동을 조명했다. 2023년 11월 4일, 베를린의 마이어 리거 갤러리에서 드사나의 작품 53점을 포함한 전시가 열렸다. 2024년 7월에는 베를린의 KW 현대 미술 연구소에서 또 다른 드사나 전시가 열릴 예정이다.